# 辛亥长沙起义
辛亥长沙起义 1911年10月22日在长沙爆发的武昌起义后第一次响应性起义。焦达峰、陈作新领导。

## 背景
1904年，黄兴等人在长沙建立华兴会，策划武装起义，1905年8月，同盟会成立后，禹之谟、陈家鼎等人在黄兴指示下在长沙成立同盟会湖南分会，1906年刘道一等人领导萍浏醴起义，1911年4月广州黄花岗起义失败后，湘籍党人谭人凤、宋教仁等将革命重心放在长江流域，成立同盟会中部总会，制定湖南、湖北互相响应的方针。
10月13日武昌起义的消息传到湖南，同盟会湖南分会举行会议，决定10月22日在长沙响应，以焦达峰、陈作新为首的同盟会战时统筹部，负责起义。清朝湖南当局在19日开始加强防御，民间传言政府将对新军营房实行轰击。焦达峰等决定23日再起义。
10月21日晨，湖南巡抚余诚格获得起义情报，命于次日将长沙新军全部调往株洲，全城搜捕革命党，焦达峰、陈作新因此决定提前起义。

## 过程
10月22日清晨，新军士兵到协操坪集合，将四十九标二营军装库打开，取出枪械弹药。每人发白布臂章一块、子弹10发，此时安定超号召革命，宣读焦达峰、陈作新关于起义的命令。然后，放信号枪3响，新军哗变。
彭友胜率北路军攻北门，守城巡防营士兵未抵抗，开城门投降，新军占领荷花池军装局。安定超率东路军进入东城，也未遇抵抗。两军会师，中午时分从东、西辕门攻击抚台衙门。焦达峰、陈作新等也到巡抚衙门外，炮兵营李金山在又一村抓获防营统领黄忠浩，带至小吴门城楼斩首。起义军冲入抚署，湖南巡抚余诚格命人高悬“大汉”白旗投降；本人则逃往上海。清朝官员逃离。
湖南成立焦达峰、陈作新为正、副都督的“中华民国军政府湖南都督府”，立宪派成立了参议院，举谭延闿为院长；都督府设立民政、军政两部，分由谭延闿、黄鸾鸣为部长，传檄全省，号召各地革命，各道、府、州、县闻风响应，到11月5日，湖南除常德以西地区外，全部光复。军政府镇压残余清军，并派湘军援鄂。

## 事后
10月31日新军第25混成协第50协第2营管带梅馨从邵阳赶到长沙，杀害焦达峰、陈作新。随后梅馨迎立谭延闿任湖南都督。1912年中华民国临时大总统孙中山在南京追授焦达峰大将军衔。